# دائرة بني دوالة
دائرة بني دوالة إحدى دوائر ولاية تيزي وزو.
مقرها بني دوالة.
تبلغ مساحتها 102.3525 كم² يقطنها 48,995 نسمة (أي بكثافة سكانية تقدر بـ 479 نسمة /كم²). وتضم كل من بلديات :
- بني دوالة
- أيت محمود
- بني عيسي
- بني زمنزر

## النوادي
يضم إقليم دائرة بني دوالة العديد من نوادي كرة القدم، منها:
1. اتحاد بني دوالة

## مواضيع ذات صلة
- دوائر ولاية تيزي وزو
- بلديات ولاية تيزي وزو